# Lajos Máriássy
Lajos Máriássy (Rozsnyó, 16 ottobre 1888 – Budapest, 19 novembre 1953) è stato un calciatore e allenatore di calcio ungherese.

## Carriera
Trasferitosi a Budapest nel 1900, si avvicinò allo sport del calcio al liceo. Giocò poi nel BTC Budapest e nel Budapesti EAC. Negli stessi anni si interessò anche agli scacchi, prendendo parte ad alcuni tornei.
In seguito svolse la professione di avvocato ed entrò a far parte della Federazione ungherese, per la quale ricoprì il ruolo di commissario tecnico della Nazionale dal 1924 al 1926. Sedette sulla panchina della Nazionale 16 volte, ottenendo 6 vittorie, altrettante sconfitte e 2 pareggi. Tornò a ricoprire l'incarico dal 1930 al 1932, ottennedo un ruolino di marcia simile (6 vittorie, 6 pareggi e 5 sconfitte, per un totale di 17 gare).